# Alexander Pinwinkler
Alexander Pinwinkler, (Salzburgo, 6 de maio de 1975), é um historiador austríaco.

## Vida
Alexander Pinwinkler formou-se no Kollegium Borromaeum Salzburg em Salzburgo em 1994. Concluiu os seus estudos de diploma em História e Estudos Alemães na Universidade de Salzburgo de 1994 a 1998, seguido de um doutoramento em História Moderna. Com a sua dissertação concluída em 2001 com uma biografia de Wilhelm Winkler, iniciou o seu envolvimento com a área temática da história da ciência populacional no século XX.
De 2001 a 2005, Pinwinkler foi assistente de investigação no Instituto de História da Universidade de Salzburgo. De 2005 a 2008, continuou esta actividade no Instituto de  História Económica e Social da Universidade de Viena. Como assistente de investigação, trabalhou sob a direcção de Josef Ehmer num DFG sobre a construção científica população em língua alemã historiografia do século XX. Em 2007, esta investigação foi temporariamente interrompida por uma estadia de um ano na Université Louis Pasteur em Estrasburgo. Aí, como investigador pós-doutorando, participou num projecto sobre a história da Reichsuniversität Strasbourg alemã, sob a direcção de Norbert Schappacher. (1941-1944).

Em 2009/10, Pinwinkler foi nomeado como investigador visitante no Centre Marc Bloch. (CMB) em Berlim, onde, com a ajuda de uma subvenção de habilitação da Fundação Fazit. Frankfurt/Main (2010), produziu um estudo sobre a investigação da população histórica na Alemanha e Áustria no século XX, com o qual foi Habilitado no Instituto de História Económica e Social da Universidade de Viena em Outubro de 2012 e nomeado Privatdozent pt para História Contemporânea. Em 2015/16 Pinwinkler foi professor visitante no Departamento de História da Universidade de Salzburgo, e em 2016-2019 realizou investigação na mesma instituição que um cientista sénior.
De 2021 a 2024, Pinwinkler está a trabalhar num projecto sobre a história do Instituto Austríaco de Patentes em conjunto com a historiadora Maria Wirth, no Instituto de História Contemporânea da Universidade de Viena. Além disso, Pinwinkler é membro do conselho consultivo para nomes de ruas da cidade de Salzburgo. Como freelancer na Fundação Internacional Mozarteum, ele investiga a história desta instituição cultural de Salzburgo no século XX.[carece de fontes?]
Pinwinkler ensina regularmente como professor ou professor particular nas universidades de Salzburgo (desde 2004) e Viena (desde 2010). Assumiu também funções docentes nas universidades de Leipzig. (semestre de Inverno 2008/09), Innsbruck, [[Universidade de Innsbruck (semestre de Inverno 2012/13) e Linz (semestre de Verão de 2014).
Alexander Pinwinkler é casado desde 2021 e vive na Baixa Áustria.

## Prémios e nomeações
- Prémio do Aniversário de 2014 da Böhlau Verlag Vienna, atribuído pela Academia Austríaca de Ciências.[1]
- 2010 Prémio Theodor Körner para a Promoção da Ciência e da Arte.[4]

## Escritos
Monografias
- "A "geração fundadora" da Universidade de Salzburgo: biografias, redes, políticas de nomeação, 1960-1975. Böhlau, Vienna et al. 2020, ISBN 978-3-205-20937-9.
- "Historical Population Research". Alemanha e Áustria no século XX. Wallstein, Göttingen 2014, ISBN 978-3-8353-1408-5.
- com Gudrun Exner, Josef Kytir: Bevölkerungswissenschaft in Österreich in der Zwischenkriegszeit (1918-1938): Pessoas, Instituições, Discursos (= Schriften des Instituts für Demographie der Österreichischen Akademie der Wissenschaften. Vol. 18). Böhlau, Vienna et al. 2004, ISBN 3-205-77180-X.
- "Wilhelm Winkler (1884-1984) - uma biografia. Zur Geschichte der Statistik und Demographie in Österreich und Deutschland (= Schriften zur Wirtschafts- und Sozialgeschichte Vol. 75). Duncker & Humblot, Berlim 2003, ISBN 3-428-10864-7.

Redacções
- com Oliver Rathkolb: "The International Mozarteum Foundation and National Socialism". Influências Políticas na Organização, Investigação Mozart, Museu e Biblioteca. Pustet, Salzburg 2022, ISBN 978-3-7025-1022-0.
- com Johannes Koll: Demasiado Honra? Perspectivas Interdisciplinares sobre Honras Académicas na Alemanha e Áustria. Böhlau, Vienna et al. 2019, ISBN 978-3-205-20680-4.
- com [[Michael Fahlbusch], Ingo Haar: Handbuch der völkischen Wissenschaften. Actores, redes, programas de investigação. Com a colaboração de David Hamann. 2ª edição completamente revista e ampliada. 2 vols. De Gruyter Oldenbourg, Berlim 2017, ISBN 978-3-11-042989-3.
- com Thomas Weidenholzer: Schweigen und erinnern. The Problem of National Socialism after 1945 (= A Cidade de Salzburgo sob o Nacional-Socialismo vol. 7). Stadtarchiv und Statistik der Stadt Salzburg, Salzburg 2016, ISBN 978-3-900213-31-2.
- com Annemarie Steidl, Thomas Buchner, Werner Lausecker, Sigrid Wadauer, Hermann Zeitlhofer: Transições e Intersecções. História do Trabalho, Migração, População e História da Ciência em Discussão. Böhlau, Vienna et al. 2008, ISBN 978-3-205-77805-9.
- com Josef Ehmer, Werner Lausecker: Population Constructions in 20th Century History, Social Sciences and Politics. Perspectivas Transdisciplinares e Internacionais (= Historical Social Research/Historische Sozialforschung. Número especial 31, nº 4). Colónia 2006.

## Weblinks
- Literatura de e sobre Alexander Pinwinkler (em alemão) no catálogo da Biblioteca Nacional da Alemanha}
- Alexander Pinwinkler no website da Universidade de Viena
- Alexander Pinwinkler na página do projecto thomasmichels.at
- Prémio de Aniversário da Böhlau Verlag 2014
- Alexander Pinwinkler em Academia.edu.